# Kanton Mersch
Koordinaten: 49° 45′ N, 6° 6′ O

Der Kanton Mersch liegt im Zentrum des Großherzogtums Luxemburg. Neben dem Kanton Luxemburg ist er der einzige Kanton ohne eine gemeinsame Grenze mit dem Ausland. Er grenzt im Norden an den Kanton Diekirch, im Osten an die Kantone Echternach und Grevenmacher, im Süden an die Kantone Luxemburg und Capellen und im Westen an den Kanton Redingen.
Bis zur Abschaffung der luxemburgischen Distrikte am 3. Oktober 2015 gehörte der Kanton zum Distrikt Luxemburg.

## Verwaltungsgliederung
Der Kanton Mersch umfasst zehn Gemeinden (Einwohnerzahlen vom 1. Januar 2023).
1. Bissen (3.450)
2. Colmar-Berg (3.450)
3. Fels (2.208)
4. Fischbach (1.308)
5. Heffingen (1.549)
6. Helperknapp (4.941), am 1. Januar 2018 gebildet aus
  - Böwingen/Attert
  - Tüntingen
7. Lintgen (3.436)
8. Lorentzweiler (4.521)
9. Mersch (10.393)
10. Nommern (1.437)